# Sextili Fèlix
Sextili Fèlix (en llatí: Sextilius Felix) va ser un militar romà enviat l'any 70 a la frontera de Rècia per Antoni Prim per vigilar els moviments del governador de la província Porci Septimi que era fidel a Vitel·li. Va ser a Rècia fins a l'any següent, quan va ajudar a sufocar una rebel·lió dels trèvers, segons diu Tàcit.